# Station Torhout
Station Torhout is het spoorwegstation van de Belgische stad Torhout, langs spoorlijn 66 (Brugge - Kortrijk). Het station was het voorlopige eindpunt bij de opening van spoorlijn 66 op 4 oktober 1846. In het daaropvolgende jaar werd de lijn echter verder doorgetrokken zuidwaarts. Torhout ligt echter niet op één lijn met Zedelgem en Lichtervelde, waardoor het station in een bocht ligt.
Het station fungeerde tot 1988 als goederenstation, en had om die reden 3 perrons. Sedert 1 maart 2008 is geen treinverkeer meer mogelijk op perron 3 en is het seinhuis afgeschaft. De bediende seinen zijn vervangen door automatische seinen. Later is het derde spoor verwijderd.
In 2018 werden de perrons vernieuwd en op een standaardhoogte van 76 centimeter gebracht.
In 2021 sloten de loketten hun deuren. Sindsdien is het een stopplaats.

## Spoorlijn 62 en 63
Tot 1963 was het station een knooppunt van meerdere lijnen. Spoorlijn 63 richting Ieper werd in de loop van 1950 gesloten voor treinverkeer. De sporen werden in 1968 opgebroken. Spoorlijn 62 richting Oostende bleef wat langer bestaan (26 mei 1963). Ook deze lijn werd opgebroken (1984-1985) en werd later heraangelegd als fiets- en wandelpad.
Het station in Lichtervelde nam geleidelijk de functie van knooppunt in het midden van West-Vlaanderen over.

## Galerij

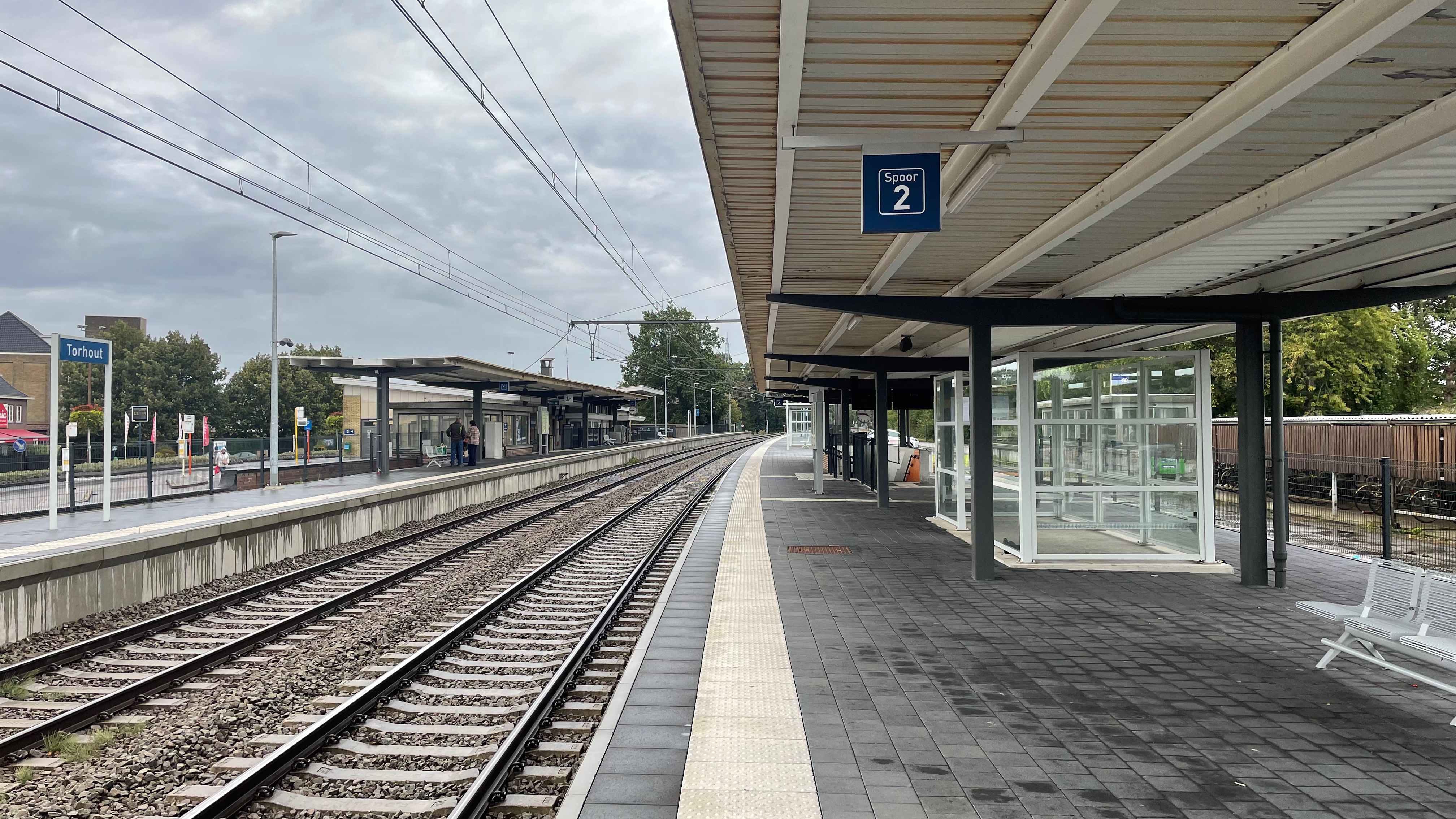
Zicht op het perron
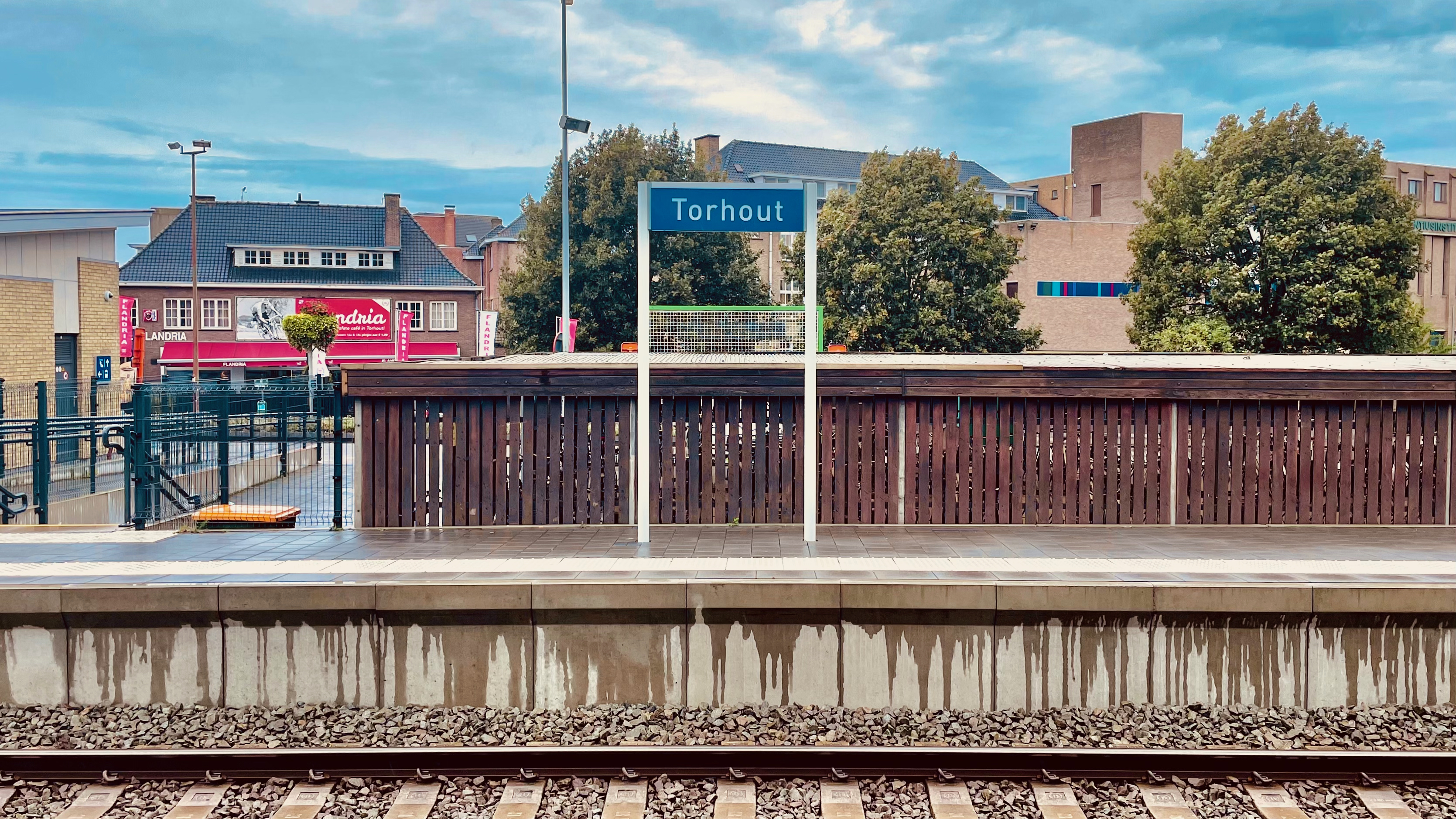
Plaatsnaambord
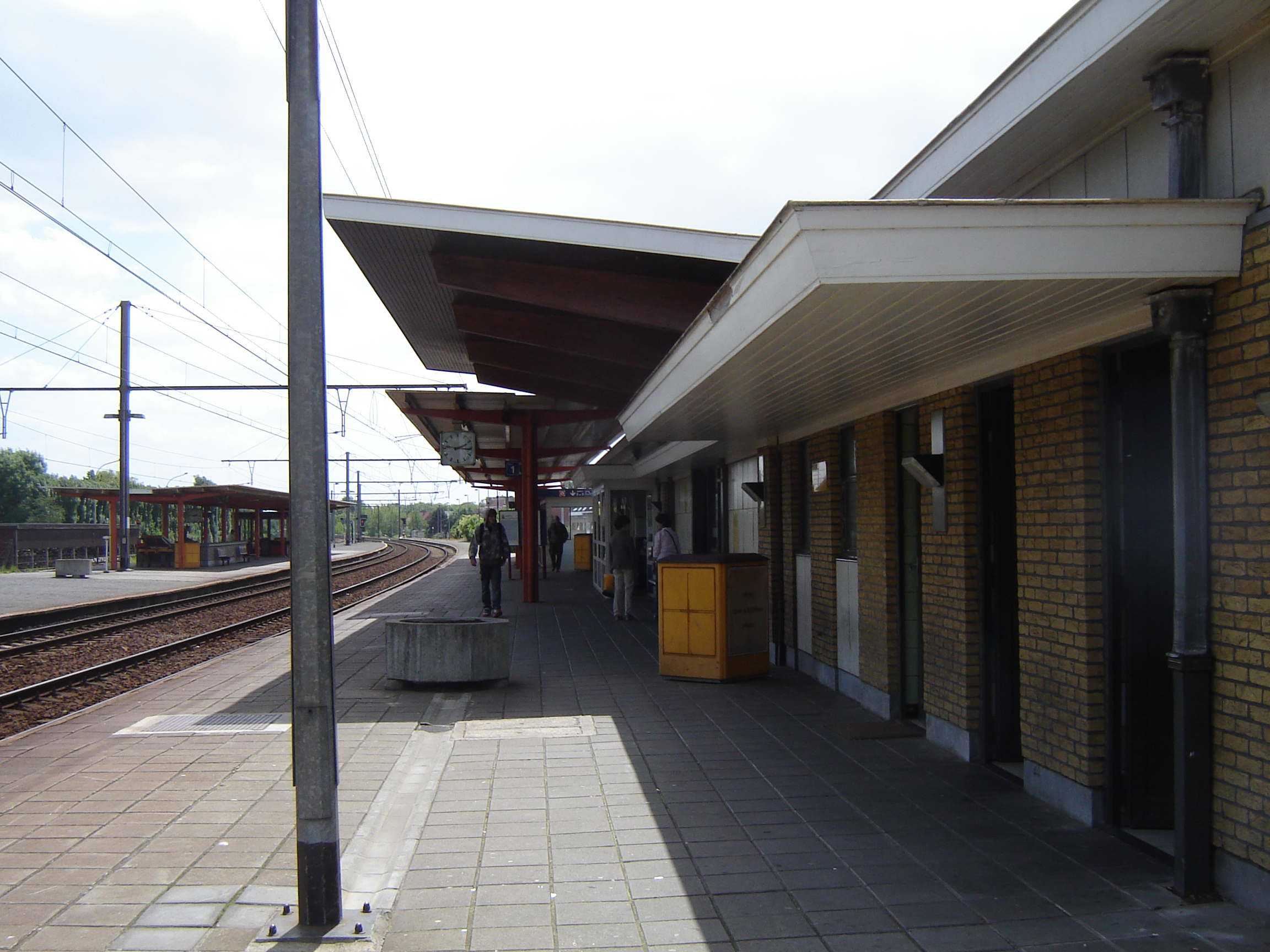
Zicht vanop perron 1
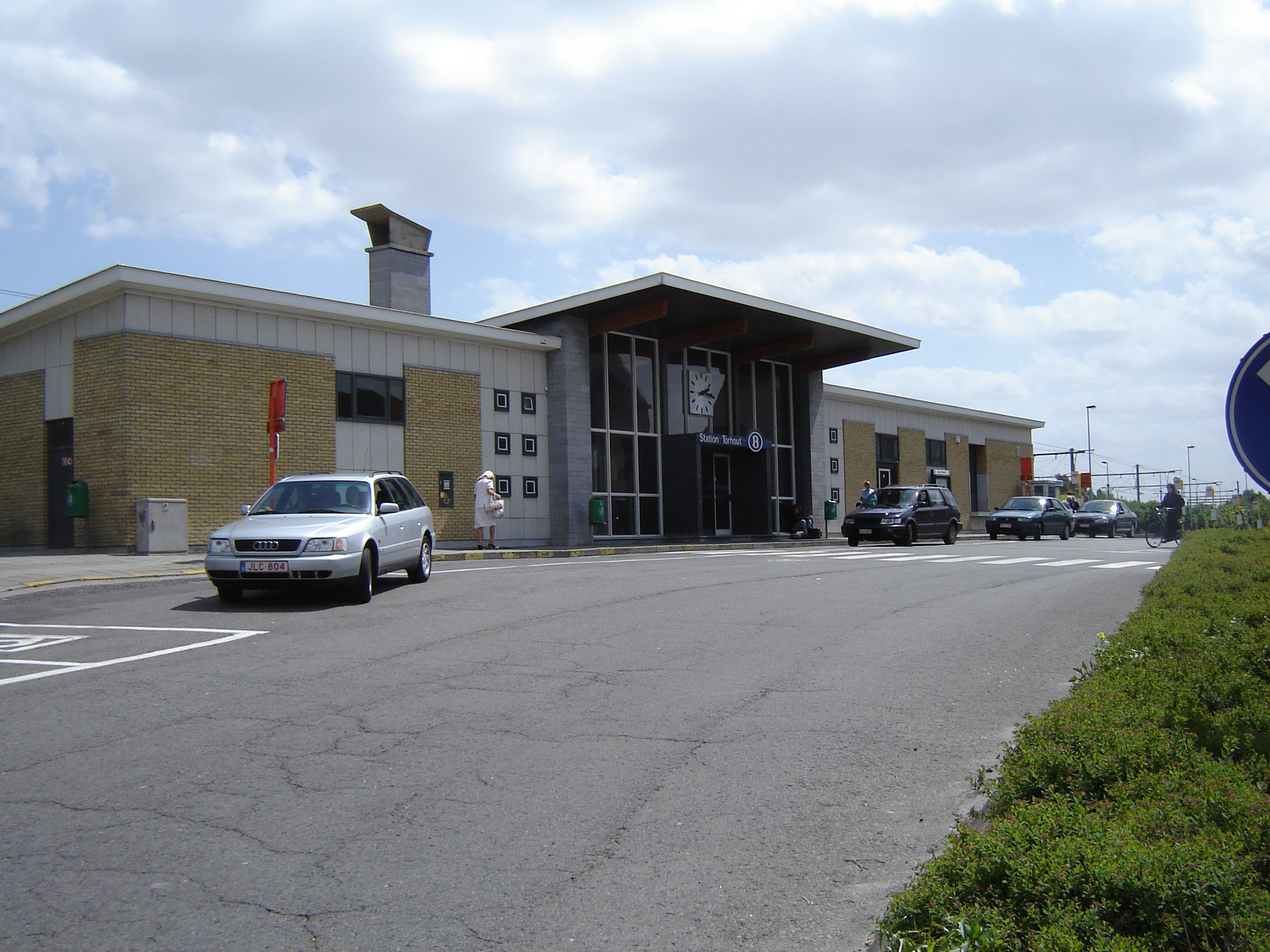
zicht vanop voorzijde stationsgebouw
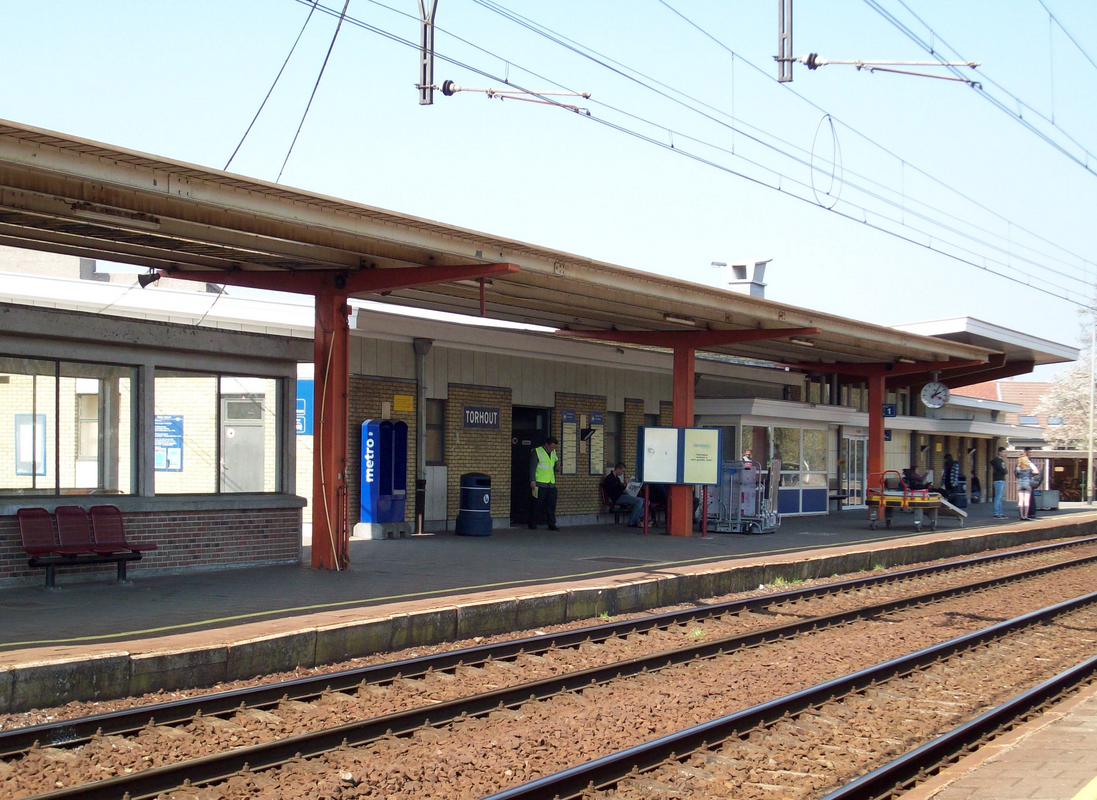
Zicht op achterzijde stationsgebouw
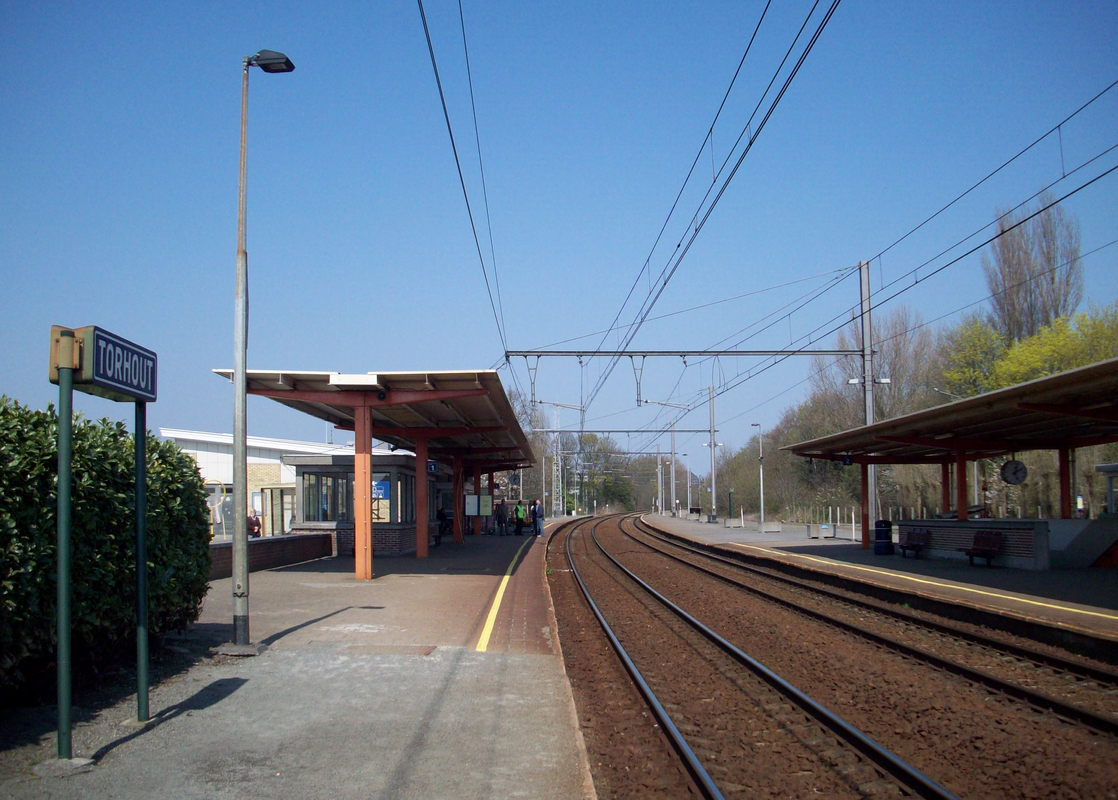
Zicht op de perrons
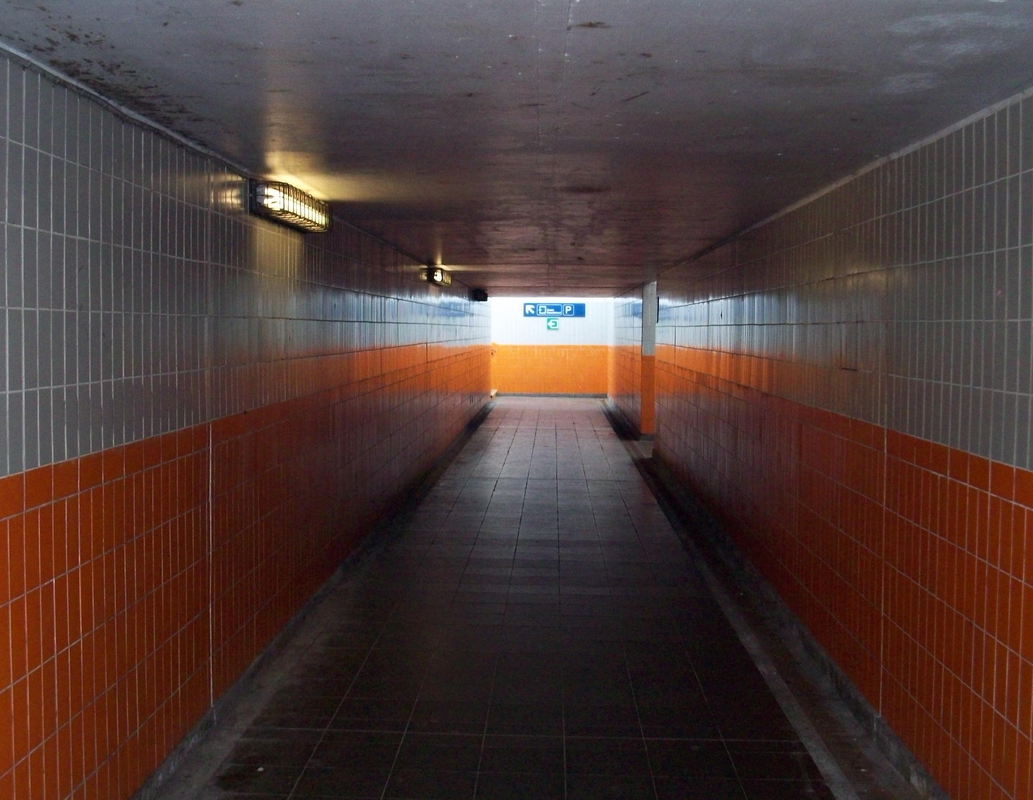
Verbindingstunnel
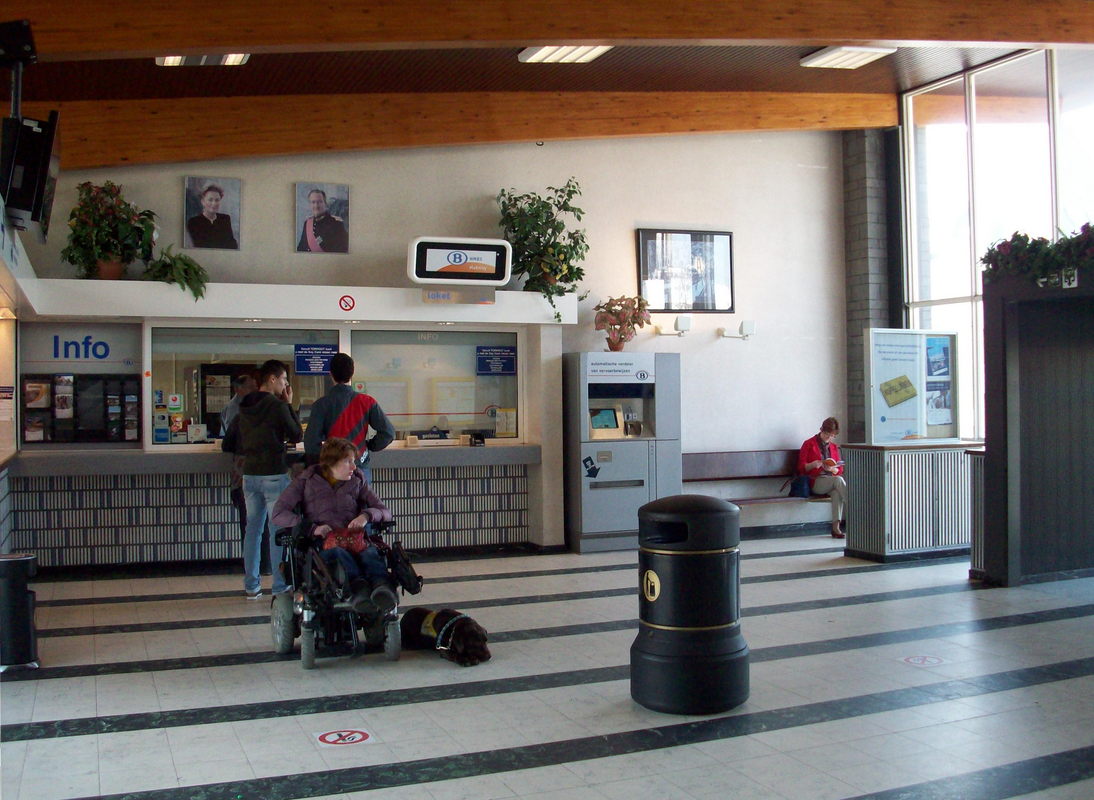
Lokethal

## Treindienst
| Serie       | Treinsoort          | Route | Bijzonderheden                                                         |
| ----------- | ------------------- | --- | ---------------------------------------------------------------------- |
| IC 12       | Intercity (NMBS)    | [ Oostende – Brugge – Torhout – ] Kortrijk – Gent-Sint-Pieters – Brussel-Zuid – Luik-Guillemins – Welkenraedt | Rijdt alleen op werkdagen. Eerste en laatste ritten van/naar Oostende. |
| IC 23       | Intercity (NMBS)    | Brussels Airport-Zaventem – Brussel-Zuid – Kortrijk – Torhout – Brugge – Oostende                             | Stopt in het weekend bijkomend in Munkzwalm.                           |
| IC 32       | Intercity (NMBS)    | [ Oostende – ] Brugge – Torhout – Lichtervelde – Kortrijk                                                     | Tijdens de spits van/naar Oostende.                                    |
| P 7990/8990 | Piekuurtrein (NMBS) | Brugge – Torhout – Kortrijk                                                                                   | Rijdt alleen op werkdagen.                                             |

## Reizigerstellingen
De grafiek en tabel geven het gemiddeld aantal instappende reizigers weer op een week-, zater- en zondag.
| Tabel: aantal instappende reizigers station Torhout | Tabel: aantal instappende reizigers station Torhout | Tabel: aantal instappende reizigers station Torhout | Tabel: aantal instappende reizigers station Torhout |
|                                                     | Weekdag                                             | Zaterdag                                            | Zondag                                              |
| --------------------------------------------------- | --------------------------------------------------- | --------------------------------------------------- | --------------------------------------------------- |
| 1977                                                | 1 547                                               | 461                                                 | 415                                                 |
| 1978                                                | 1 639                                               | 319                                                 | 342                                                 |
| 1979                                                | 1 594                                               | 328                                                 | 357                                                 |
| 1980                                                | 1 600                                               | 309                                                 | 491                                                 |
| 1981                                                | 1 668                                               | 349                                                 | 463                                                 |
| 1982                                                | 1 675                                               | 350                                                 | 468                                                 |
| 1983                                                | 2 046                                               | 308                                                 | 342                                                 |
| 1984                                                | 1 936                                               | 329                                                 | 420                                                 |
| 1985                                                | 1 718                                               | 357                                                 | 470                                                 |
| 1986                                                | 1 675                                               | 291                                                 | 266                                                 |
| 1987                                                | 1 737                                               | 346                                                 | 545                                                 |
| 1988                                                | 1 750                                               | 474                                                 | 478                                                 |
| 1989                                                | 1 676                                               | 364                                                 | 456                                                 |
| 1990                                                | 1 798                                               | 453                                                 | 519                                                 |
| 1991                                                | 1 838                                               | 448                                                 | 394                                                 |
| 1992                                                | 1 744                                               | 390                                                 | 571                                                 |
| 1993                                                | 1 751                                               | 406                                                 | 595                                                 |
| 1994                                                | 1 866                                               | 411                                                 | 558                                                 |
| 1995                                                | 2 005                                               | 422                                                 | 533                                                 |
| 1996                                                | 2 382                                               | 551                                                 | -                                                   |
| 1997                                                | 2 433                                               | 593                                                 | -                                                   |
| 1998                                                | 2 690                                               | 668                                                 | 784                                                 |
| 1999                                                | 2 728                                               | 700                                                 | 614                                                 |
| 2000                                                | 2 680                                               | 986                                                 | 865                                                 |
| 2001                                                | 2 723                                               | 786                                                 | 846                                                 |
| 2002                                                | 2 288                                               | 580                                                 | 682                                                 |
| 2003                                                | 2 306                                               | 626                                                 | 671                                                 |
| 2004                                                | 2 278                                               | 684                                                 | 678                                                 |
| 2005                                                | 2 177                                               | 642                                                 | 830                                                 |
| 2006                                                | 2 121                                               | 664                                                 | 814                                                 |
| 2007                                                | 1 961                                               | 768                                                 | 824                                                 |
| 2008                                                | -                                                   | -                                                   | -                                                   |
| 2009                                                | 2 205                                               | 673                                                 | 724                                                 |
| 2010                                                | -                                                   | -                                                   | -                                                   |
| 2011                                                | -                                                   | -                                                   | -                                                   |
| 2012                                                | 2 452                                               | 697                                                 | 821                                                 |
| 2013                                                | 2 297                                               | 702                                                 | 724                                                 |
| 2014                                                | 2 265                                               | 753                                                 | 989                                                 |
| 2015                                                | 2 000                                               | 497                                                 | 670                                                 |
| 2016                                                | 1 793                                               | 471                                                 | 496                                                 |
| 2017                                                | 1 927                                               | 403                                                 | 417                                                 |
| 2018                                                | 1 766                                               | 388                                                 | 472                                                 |
| 2019                                                | 1 757                                               | 364                                                 | 397                                                 |
| 2020                                                | 1 202                                               | 379                                                 | 452                                                 |
| 2021                                                | -                                                   | -                                                   | -                                                   |
| 2022                                                | 1 746                                               | 331                                                 | 546                                                 |
| 2023                                                | 1 681                                               | 575                                                 | 592                                                 |
| 2024                                                | 1 686                                               | 468                                                 | 408                                                 |

0: Oostende ·
0: Oostende-Stad ·
1,9: Stene ·
5,9: Snaaskerke ·
8,9: Gistel ·
11,6: Moere ·
13,8: Eernegem ·
16,7: Ichtegem ·
20,0: Wijnendale ·
24,4: Torhout
0,0: Torhout ·
6,7: Kortemark ·
9,7: Sint-Jozef ·
12,9: Staden ·
16,9: Westrozebeke ·
19,7: Poelkapelle ·
22,7: Langemark ·
27,1: Boezinge ·
31,0: Brielen ·
32,3: Ieper
0: Brugge ·
3,2: Sint-Michiels ·
7,2: Loppem ·
10,8: Zedelgem ·
12,9: Veldegem ·
18,9: Torhout ·
23,7: Lichtervelde ·
27,1: Gits ·
29,7: Beveren (Roeselare) ·
32,4: Roeselare ·
34,8: Rumbeke ·
36,7: Kachtem ·
39,3: Izegem ·
42,4: Ingelmunster ·
45,6: Lendelede ·
47,2: Sint-Katerine ·
50,2: Heule ·
51,0: Heule-Leiaarde ·
54,5: Kortrijk